# Trazybul (polityk ateński)
Trazybul (zm. 388 p.n.e.) – ateński polityk o orientacji prodemokratycznej, przeciwnik oligarchii. Po przewrocie oligarchicznym w Atenach w 411 p.n.e. sprzeciwił się nowym rządom. W czasach rządów Trzydziestu Tyranów wygnany z kraju. W 403 p.n.e. opanował Pireus, a następne za zgodą Sparty przywrócił w Atenach demokrację. Zginął podczas wojny korynckiej, zamordowany przez mieszkańców miasta Aspendos.